# Zamek w Użhorodzie
Zamek w Użhorodzie – nominalnie uważany jest za XV-wieczny, niemniej widoczne dziś fortyfikacje powstały w 1598 roku z późniejszymi zmianami.

## Opis
Autorzy Słownika geograficznego Królestwa Polskiego i innych krajów słowiańskich tak opisali obiekt: Na wzgórzu wysoko położony jest rozległy, wspaniały zamek. Gmach pod koniec XIX w. mieścił seminarium duchowne. W owym czasie dawne fortyfikacje zamku  bardzo niszczały. W obiekcie mieści się obecnie Zakarpackie Muzeum Krajoznawcze, z 14 tysiącami eksponatów i o silnie zaznaczonym charakterze muzeum historycznego. W bezpośrednim sąsiedztwie zamku zlokalizowano skansen kilkunastu obiektów drewnianej architektury zakarpackiej.